# 新部首大字典

《新部首大字典》

《新部首大字典》，王竹溪著；从1930年代末着手，到1980年成典，前后历四十多年。1988年出版。由前北京大学校长周培源题词。

## 特点
1. 《新部首大字典》收入51,100个汉字，比《康熙字典》和当时的《中华大字典》字数多。
2. 《新部首大字典》包括《说文解字》、《康熙字典》并收入来自汉简、殷墟、甲骨文的罕见字。
3. 简化部首。《康熙字典》有214个部首，《现代汉语词典》有189个部首。《新部首大字典》简化为56个部首。
4. 无重码。
5. 用汉语拼音，定音准确。